# Joe Dolce
Joe Dolce, geboren als Joseph Dolce (Painesville, 13 oktober 1947) is een Amerikaans zanger, dichter en essayist.

## Levensloop en carrière
Dolce was sinds zijn middelbare studies al met muziek bezig. In 1978 verhuisde hij naar Australië. Twee jaar later bracht hij zijn zelfgeschreven nummer Shaddap You Face uit, een liedje dat gaat over Italianen in Australië. Het nummer stond in vele landen op nummer 1 in de hitlijsten. Zijn vervolgsingle If You Want to Be Happy haalde de hitlijsten in Oostenrijk en Nieuw-Zeeland. Buiten de muziek houdt Dolce zich ook bezig met schrijven en dichten.

## Discografie
| Single met hitnotering(en) in de Vlaamse Ultratop 50 | Datum van verschijnen | Datum van binnenkomst | Hoogste positie | Aantal weken | Opmerkingen             |
| ---------------------------------------------------- | --------------------- | --------------------- | --------------- | ------------ | ----------------------- |
| Shaddap You Face                                     | 1980                  | 14-03-1981            | 1               | 12           | #1 in de Radio 2 Top 30 |

| Single met eventuele hitnotering(en) in de Nederlandse Top 40 | Datum van verschijnen | Datum van binnenkomst | Hoogste positie | Aantal weken | Opmerkingen                                                                            |
| ------------------------------------------------------------- | --------------------- | --------------------- | --------------- | ------------ | -------------------------------------------------------------------------------------- |
| Shaddap You Face                                              | 1980                  | 14-03-1981            | 4               | 10           | #4 in de Nationale Hitparade / #4 in de TROS Top 50 / Veronica Alarmschijf Hilversum 3 |

## Trivia
De Nederlandse artiest Frank Paardekoper/Dingetje heeft in 1981 een parodie geschreven genaamd Houtochdiekop. 
- Bibliothèque nationale de France: cb16739087w (data)
- Gemeinsame Normdatei: 134360532
- International Standard Name Identifier: 0000 0000 8192 7991
- Library of Congress Control Number: n94099734
- MusicBrainz: 812bc8c6-f2f2-4a33-9549-ac9adf17ab80
- Nationale Bibliotheek van Israël: 987007353344205171
- Virtual International Authority File: 1557143
- WorldCat: E39PBJfrPFCrv6X9FY8tQYWFKd